# Alfred von Kühne
Pour les articles homonymes, voir Kühne.
Alfred Kühne, depuis 1901 von Kühne, (né le 2 janvier 1853 à Weimar et mort le 8 mars 1945) est un général de cavalerie prussien.

## Biographie

### Origine
Alfred est le fils du lieutenant-colonel prussien Gustav Kühne (1818-1880), fils de Carl Bartholomäi Kühne (de), et de sa femme Ferdinande, née von Beulwitz (de), veuve baronne Wolffskeel von Reichenberg (de) (1823-1901).

### Carrière militaire
Kühne s'engage vers 1877 comme sous-lieutenant dans le 19e régiment de dragons oldenbourgeois et est de 1900 à 1905 commandant du 10e régiment de hussards (de). Pour ses mérites, il est élevé le 18 janvier 1901 par Guillaume II à la noblesse prussienne héréditaire.
Chargé dans un premier temps, le 18 août 1905, du commandement de la 31e brigade de cavalerie à Strasbourg, Kühne est nommé commandant de la grande unité le 19 octobre et promu dans cette position au rang de major général le 18 mai 1907. En tant que tel, il commande la 4e brigade de cavalerie de la Garde à Potsdam du 2 septembre 1907 au 26 janvier 1911. Il est ensuite promu lieutenant-général avec effet au 2 février 1911 et affecté au poste d'inspecteur de la 1re inspection de cavalerie à Posen. En accord avec sa demande de départ, Kühne est mis à disposition le 14 mars 1912 avec la pension légale et est décoré à la fin du mois, en reconnaissance de ses services, de l'étoile de l'ordre de l'Aigle rouge de 2e classe avec feuilles de chêne et de la couronne royale.
Avec le déclenchement de la Première Guerre mondiale, Kühne est réaffecté comme officier et nommé commandant de la 13e division de réserve. En cette qualité, il reçoit le 27 janvier 1915 le caractère de général de cavalerie et dirige sa grande unité sur le front occidental, entre autres lors des combats de Verdun. Il commande ensuite la 226e division d'infanterie (de) à partir d'avril 1918 jusqu'à la fin de la guerre en février 1919.
Il assiste à la 3e Journée d'armes de la cavalerie allemande (de) en juillet 1933 à Düsseldorf, grand événement de propagande.
Kühne est considéré comme ayant de nombreux intérêts et pouvait parler et écrire le latin, le grec, l'italien, le français et l'anglais.

### Famille
Kühne se marie le 29 juin 1882 à Dillenburg avec Ella von der Marwitz (de) (née en 1860). Les enfants suivants sont nés de ce mariage :
- Heinz (1884-1945), major allemand de la troupe de protection du Sud-Ouest africain allemand et fermier là-bas 1920 marié avec Elsbeth von Boehn (1898-1989), fille de Siegfried von Boehn
- Christa (née en 1885)[5]
- Alfred (1886–1894)
- Hans-Georg (1890-1914), tué comme lieutenant prussien au 1er régiment de hussards du Corps à Moislains au nord de Péronne
- Werner (1891-1903)
- Felicitas (née en 1896) marié en 1921 avec Alexander von Ruville, major général de la Wehrmacht et fils du major général prussien Ernest von Ruville (1853–1928)

## Blason
En rouge sur une butte d'or, un agneau d'argent accompagné d'une étoile d'or, regardant en arrière, marchant à grandes enjambées, portant un drapeau d'église en argent barré d'une croix rouge sur un mât d'or avec son sabot avant droit sur l'épaule. Sur le casque couronné avec des lambrequins rouges et argentées se trouve un lion d'or couronné avec des ciseaux brillants dans sa patte droite.